# Omicidio di Willy Branchi
L'omicidio di Willy Branchi è un caso di cronaca nera avvenuto a Goro il 30 settembre 1988. Vilfrido Luciano Branchi, detto Willy, è originario di Goro, un comune della provincia di Ferrara, e ha dei deficit cognitivi. Il corpo esanime del ragazzo viene ritrovato senza vestiti lungo l'argine del Po con un colpo di pistola da macello sul capo e il volto tumefatto. Il caso non è mai stato risolto dopo trent'anni di indagini.

## Cronologia degli eventi
Le prime indagini puntano tutto su Valeriano Forzati, un criminale originario di Goro che, tempo dopo, ucciderà quattro persone in un night club chiamato "Laguna Blu" per poi fuggire in Argentina. L'uomo però viene scagionato e le indagini archiviate.
Nel 2014, al Resto del Carlino don Tiziano Bruscagin, allora parroco del comune di Goro, rivela di conoscere l'identità dell'assassino del giovane Willy e di quella di due complici. A 26 anni dall'omicidio l'indagine viene riaperta: il corpo del diciottenne viene riesumato ma non si troveranno prove materiali che possano finalmente portare alla chiusura del caso. Le dichiarazioni del parroco intanto vengono ritrattate.
Nel luglio 2018, l'ordinanza del gip Carlo Negri fa scattare nuove indagini sul caso su lettere anonime, testimoni indagati poi per false dichiarazioni, tra cui proprio l'ex parroco del paese, don Tiziano Bruscagin e un pensionato di Goro, Carlo Selvatico.
Nell'aprile 2019, don Tiziano Bruscagin, indagato due volte per falso, è indagato anche per calunnia. I nomi fatti dall'ex parroco nel 2015 sarebbero infatti quelli di Ido Gianella, a suo dire esecutore materiale del delitto (ad oggi deceduto), e dei due figli, che lo avrebbero aiutato a liberarsi delle prove.